# Ardooie
Ardooie és un municipi belga de la província de Flandes Occidental a la regió de Flandes. Durant l'antic règim pertanyia al Franconat de Bruges.

## Seccions
| #            | Nom                                | Superfície | Població (2005) |
| ------------ | ---------------------------------- | ---------- | --------------- |
| I (III) (IV) | Ardooie - Ardooie - Tasse - Sneppe | 24,14      | 6.882           |
| II           | Koolskamp                          | 10,43      | 2.265           |

## Evolució demogràfica
- Font: NIS
- 1977: annexió de Koolskamp

## Localització

Localització d'Ardooie

- a. Lichtervelde
- b. Zwevezele (Wingene)
- c. Egem (Pittem)
- d. Pittem
- e. Meulebeke
- f. Emelgem (Izegem)
- g. Kachtem (Izegem)
- h. Roeselare
- i. Beveren (Roeselare)

## Personatges il·lustres
- Cyriel Verschaeve, escriptor i sacerdot, col·laboracionista amb el règim nazi.